# Filippinkakadua

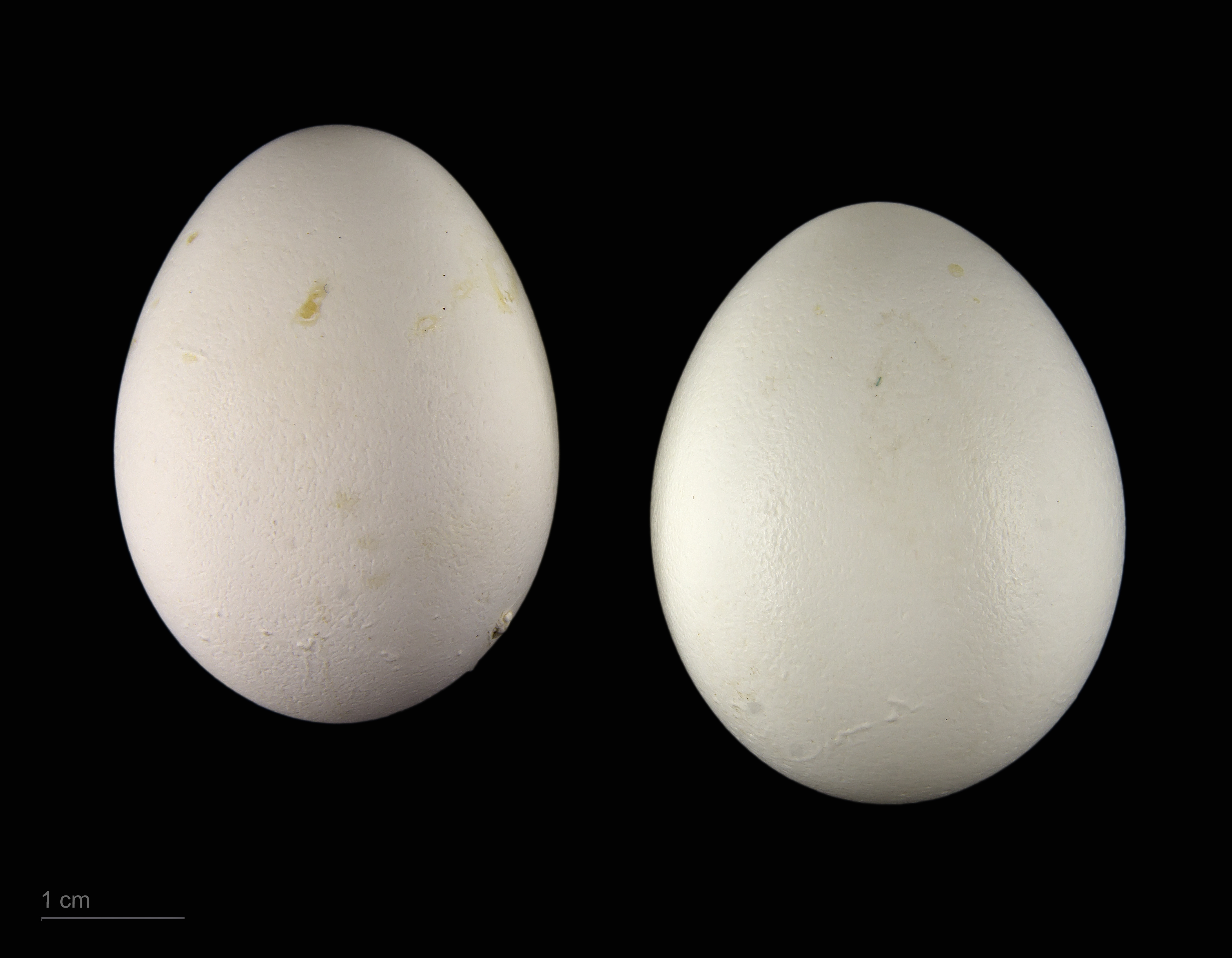
Cacatua haematuropygia

Filippinkakadua (Cacatua haematuropygia) är en akut hotad kakadua som lever i vilt tillstånd på Filippinerna, där små populationer finns på öarna Palawan, Tawitawi, Mindanao och Masbate.

## Utseende och läte
Filippinkakadua är en relativ liten kakadua, cirka 31–32 centimeter lång. Fjäderdräkten är helt vit bortsett från det inre av tofsen, som är gult eller rött, och undersidan av stjärten, som är gul och röd.
Filippinkakaduan har ett karakteristiskt bräkande läte, samt skrikande och visslande ljud som de flesta kakaduor. Den är tystare än de flesta kakaduor, och mycket tystare än inkakakaduan och seramkakaduan.

## Beteende
Arten bor i trädhål och lägger tre till fyra vita ägg som ruvas i cirka 25 dagar.

## Status
Denna fågel är akut hotad. Populationerna har minskat dramatiskt på grund av olaglig fångst för burfågelhandeln. Det höga priset som varje fågel ger (cirka 160 amerikanska dollar i Manila 1997) innebär att ungar tas från nästan varje tillgängligt bo. Biotopförlust kan också ha bidragit till artens minskning. Den nuvarande populationen beräknas till mindre än 4000 fåglar.